# Чурапчинский наслег
Чурапчинский наслег (якут. Чурапчы нэһилиэгэ) — городское поселение Чурапчинского улуса Якутии. 
Административный центр и единственный населённый пункт — село Чурапча.

## География
Географически находится в таёжной зоне. Центр наслега (он же и центр Чурапчинского улуса), село Чурапча, расположен в 185 км (по трассе) к юго-востоку от Якутска (столицы Республики Саха (Якутия)).

## История
Муниципальное образование установлено законом Республики Саха от 30 ноября 2004 года 173-З № 353-III..

## Население
| 2002  | 2010    | 2011    | 2012    | 2013    | 2014    | 2015  |
| ----- | ------- | ------- | ------- | ------- | ------- | ----- |
| 7526  | ↗8769   | ↘8764   | ↗8959   | ↗9277   | ↗9456   | ↗9505 |
| 2016  | 2017    | 2018    | 2019    | 2020    | 2021    |       |
| ↗9611 | ↗10 134 | ↗10 177 | ↘10 101 | ↗10 202 | ↗10 342 |       |

## Состав сельского поселения
| № | Населённый пункт | Тип населённого пункта       | Население |
| - | ---------------- | ---------------------------- | --------- |
| 1 | Чурапча          | село, административный центр | ↗10 342   |